# Камаево (Урманаевский сельсовет)
Камаево (баш. Камай) — село в Бакалинском районе Башкортостана, относится к Урманаевскому сельсовету.

## Географическое положение
Расположено на правом берегу рек Ик на границе с Татарстаном, в 4 км к юго-юго-востоку от села Урманаево и в 35 км к юго-западу от села Бакалы. 

## Население
| 2002 | 2009 | 2010 |
| ---- | ---- | ---- |
| 152  | ↘148 | ↘136 |

## Религия
В селе есть мечеть.